# Маттіас Гарґін
Маттіас Гарґін (7 жовтня 1985 , Стокгольм ) - колишній шведський гірськолижник, триразовий призер чемпіонатів світу в командних змаганнях (2013, 2015 та 2017), переможець етапу Кубка світу. Учасник зимових Олімпійських ігор 2010, 2014 та 2018 років. Спеціалізувався на слаломі.
Вдівець гірськолижниці Матільди Рапапорт. Молодший брат гірськолижниці Жанетт Гарґін (нар. 1977), учасниці Олімпійських ігор 2002 та 2006 років. Інша сестра Маттіаса Крістін (нар. 1980) також займалася гірськими лижами та фрірайдингом.

## Спортивна кар'єра
У Кубку світу Гарґін дебютував 22 грудня 2004 року, а в січні 2011 року вперше потрапив до трійки найкращих на етапі Кубка світу, в слаломі. Загалом сім разів потрапляв до трійки найкращих на етапах Кубка світу в слаломі. Найкраще досягнення Гарґіна в загальному заліку Кубка світу - 20-те місце в сезоні 2014-2015. Вісім разів за кар'єру потрапляв до десятки найкращих у заліку слалому за підсумками сезону, найкраще досягнення – п'яте місце за підсумками 2013-2014 років.
На зимових Олімпійських іграх 2010 у Ванкувері посів 14-те місце в слаломі. У Сочі покращив свій результат, посівши 7-ме місце в слаломі. На зимових Олімпійських іграх 2018 року посів 19-те місце в слаломі, а в командних змаганнях збірна Швеції з Гарґіном у складі вибула на стадії 1/4 фіналу.
За свою кар'єру взяв участь у семи чемпіонатах світу (2005, 2009, 2011, 2013, 2015, 2017, 2019), найкращий результат в особистих змаганнях — 5-те місце в слаломі на чемпіонаті світу 2009 року та чемпіонаті світу 2015. У командних змаганнях виборов срібло 2013 року, бронзу 2015-го та бронзу 2017-го.
У березні 2019 року завершив кар'єру.
Використовував лижі та черевики виробництва фірми Nordica.

## Особисте життя
Від 25 квітня 2016 року був одружений з шведською гірськолижницею Матільдою Рапапорт (29 січня 1986 — 18 липня 2016), що загинула в Чилі внаслідок сходження лавини.

## Результати в Кубку світу
Усі результати наведено за даними Міжнародної федерації лижного спорту.

### Підсумкові місця в Кубку світу за роками
| Сезон | Вік | Загальний залік | Слалом | Гігантський слалом | Супергігант | Швидкісний спуск | Гірськолижна комбінація |
| ----- | --- | --------------- | ------ | ------------------ | ----------- | ---------------- | ----------------------- |
| 2007  | 21  | 117             | 48     | —                  | —           | —                | —                       |
| 2008  | 22  | 77              | 28     | —                  | —           | —                | —                       |
| 2009  | 23  | 32              | 8      | —                  | —           | —                | —                       |
| 2010  | 24  | 32              | 10     | —                  | —           | —                | —                       |
| 2011  | 25  | 32              | 7      | —                  | —           | —                | —                       |
| 2012  | 26  | 39              | 10     | —                  | —           | —                | —                       |
| 2013  | 27  | 32              | 10     | —                  | —           | —                | —                       |
| 2014  | 28  | 22              | 5      | —                  | —           | —                | —                       |
| 2015  | 29  | 20              | 7      | —                  | —           | —                | —                       |
| 2016  | 30  | 51              | 14     | —                  | —           | —                | —                       |
| 2017  | 31  | 34              | 11     | —                  | —           | —                | —                       |
| 2018  | 32  | 35              | 12     | —                  | —           | —                | —                       |

- Станом на 30 січня 2018

### П'єдестали в окремих заїздах
- 1 перемога – (1 СЛ)
- 7 п'єдесталів – (6 СЛ, 1 ПС)

| Сезон | Дата              | Місце проведення         | Дисципліна         | Місце |
| ----- | ----------------- | ------------------------ | ------------------ | ----- |
| 2011  | 6 січня 2011      | Загреб (Хорватія)        | Слалом             | 3-тє  |
| 2011  | 25 січня 2011     | Шладмінг (Австрія)       | Слалом             | 3-тє  |
| 2014  | 15 грудня 2013    | Валь-д'Ізер (Франція)    | Слалом             | 2-ге  |
| 2015  | 25 січня 2015     | Кіцбюель (Австрія)       | Слалом             | 1-ше  |
| 2015  | 15 березня 2015   | Кранська Гора (Словенія) | Слалом             | 3-тє  |
| 2017  | 31 січня 2017     | Стокгольм (Швеція)       | Паралельний слалом | 3-тє  |
| 2018  | 12 листопада 2017 | Леві (Фінляндія)         | Слалом             | 3-тє  |

## Результати на чемпіонатах світу
Усі результати наведено за даними Міжнародної федерації лижного спорту.

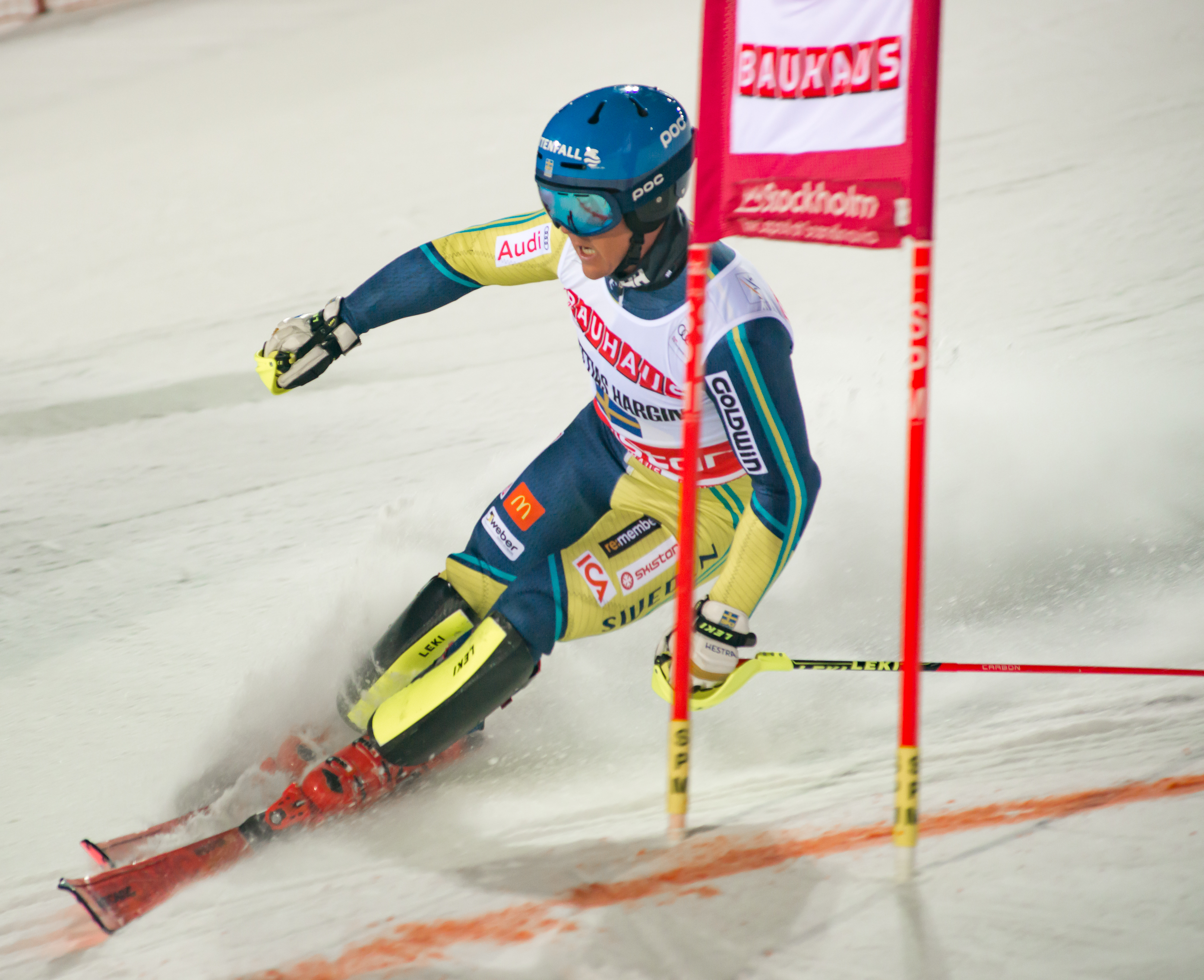
Маттіас Гарґін у Гаммарбюбакені на етапі Кубка світу 2018

| Рік  | Вік | Слалом | Гігантський слалом | Супергігант | Швидкісний спуск | Гірськолижна комбінація |
| ---- | --- | ------ | ------------------ | ----------- | ---------------- | ----------------------- |
| 2005 | 19  | НФ2    | —                  | —           | —                | —                       |
| 2007 | 21  | —      | —                  | —           | —                | —                       |
| 2009 | 23  | 5      | —                  | —           | —                | —                       |
| 2011 | 25  | 12     | —                  | —           | —                | —                       |
| 2013 | 27  | 9      | —                  | —           | —                | —                       |
| 2015 | 29  | 5      | —                  | —           | —                | —                       |

## Результати на Олімпійських іграх
Усі результати наведено за даними Міжнародної федерації лижного спорту.
| Рік  | Вік | Слалом | Гігантський слалом | Супергігант | Швидкісний спуск | Гірськолижна комбінація |
| ---- | --- | ------ | ------------------ | ----------- | ---------------- | ----------------------- |
| 2010 | 24  | 14     | —                  | —           | —                | —                       |
| 2014 | 28  | 7      | —                  | —           | —                | —                       |